# Masdevallia ova-avis
Masdevallia ova-avis är en orkidéart som beskrevs av Carlyle August Luer. Masdevallia ova-avis ingår i släktet Masdevallia och familjen orkidéer. Inga underarter finns listade i Catalogue of Life.

## Bildgalleri

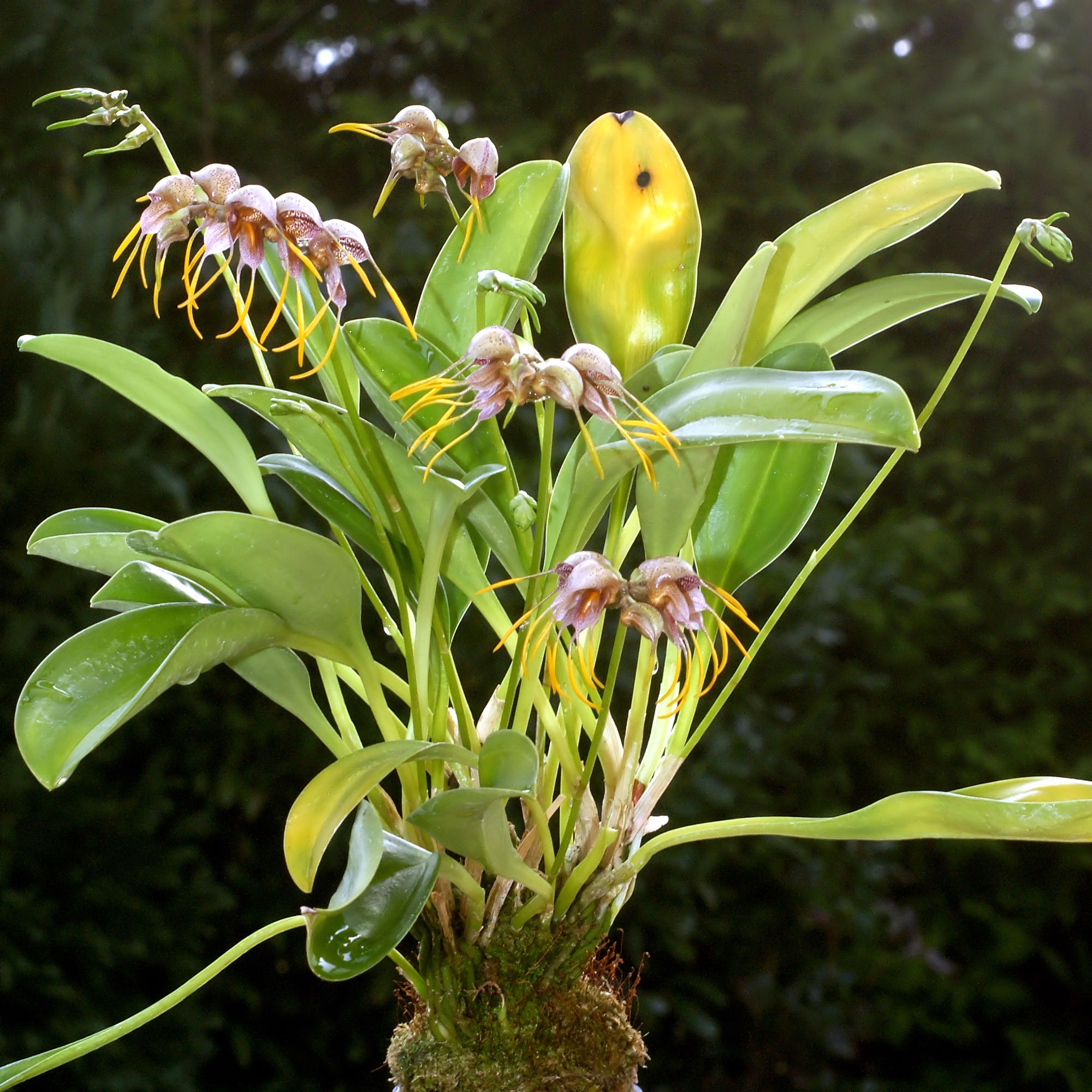
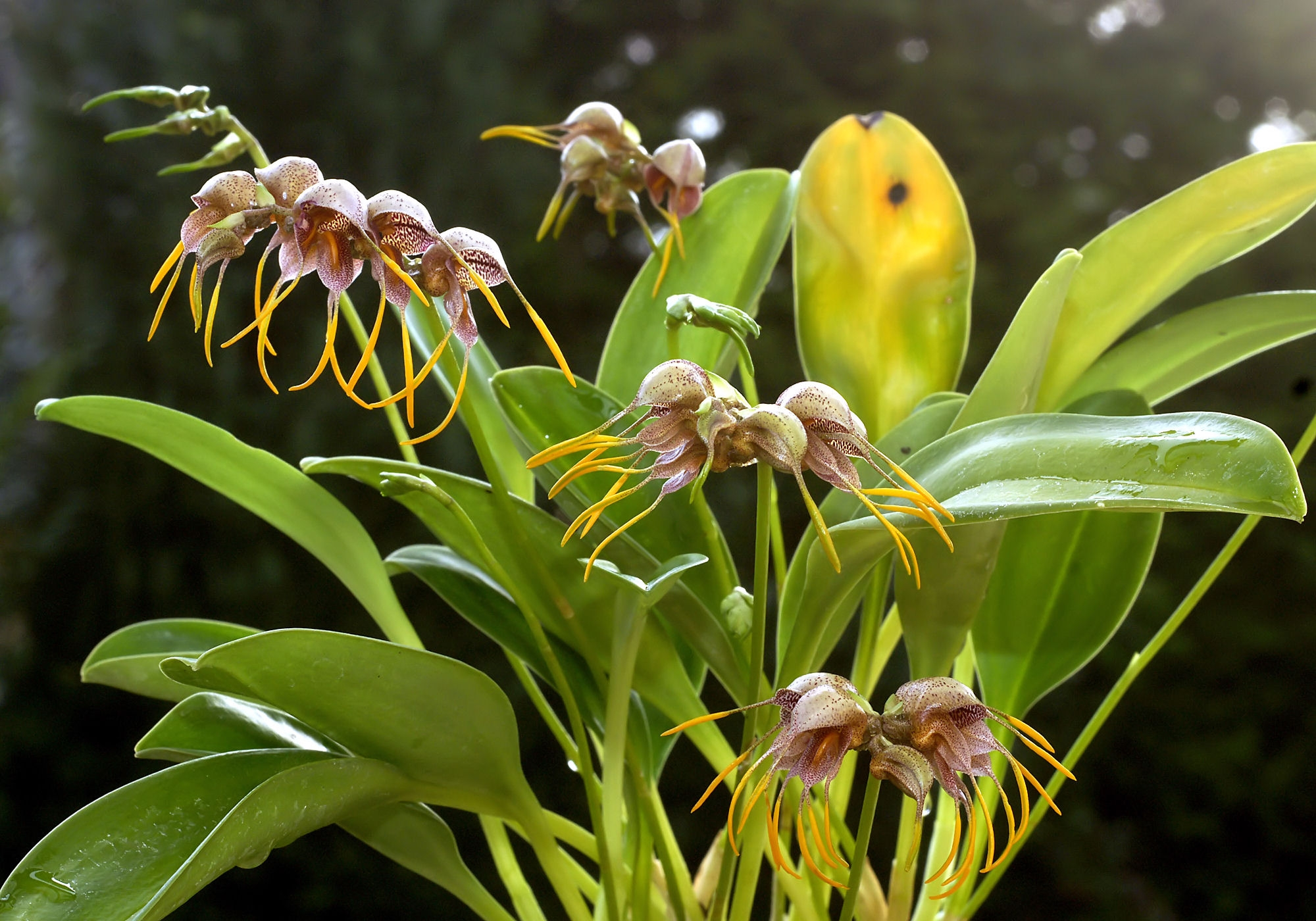
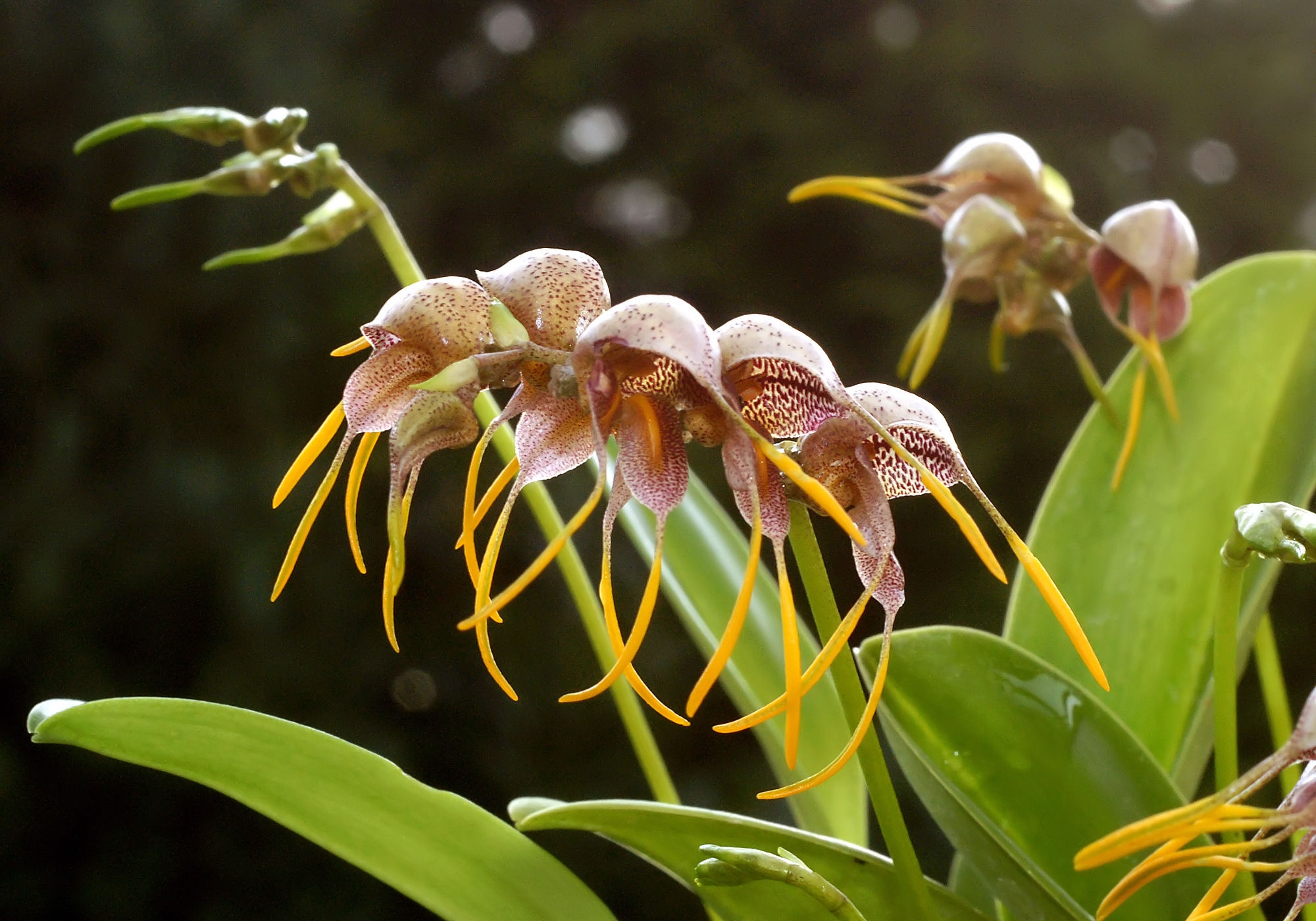
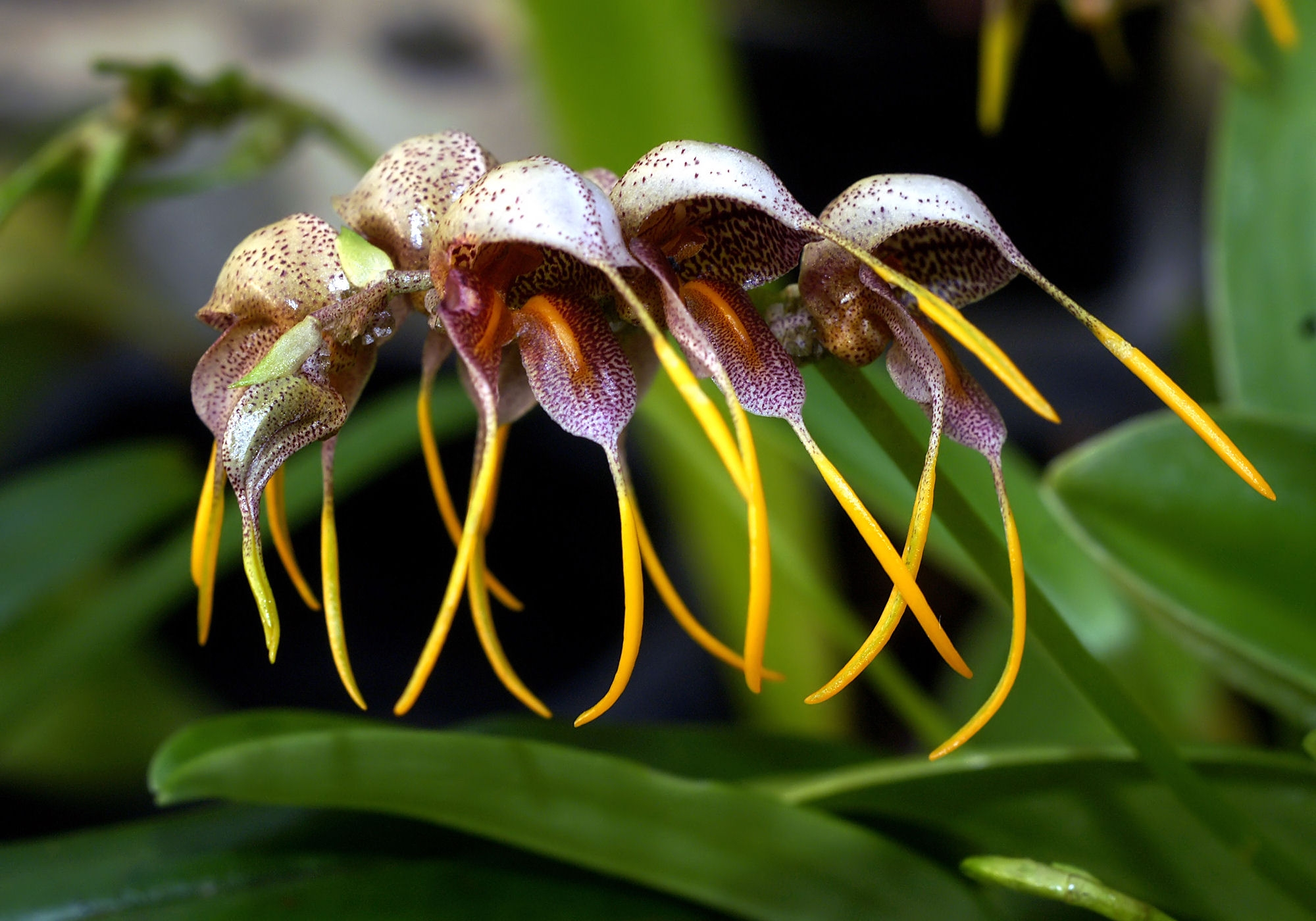
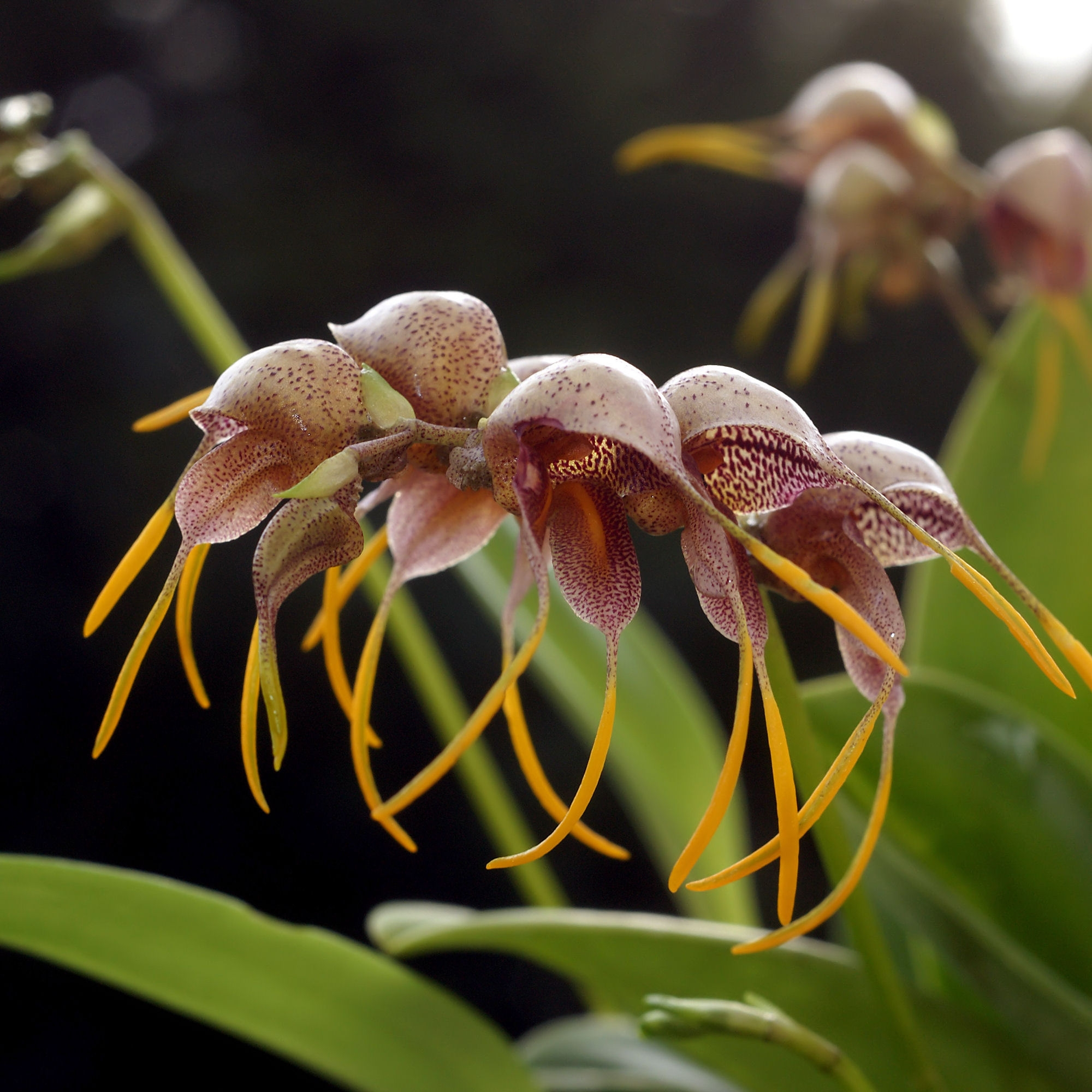
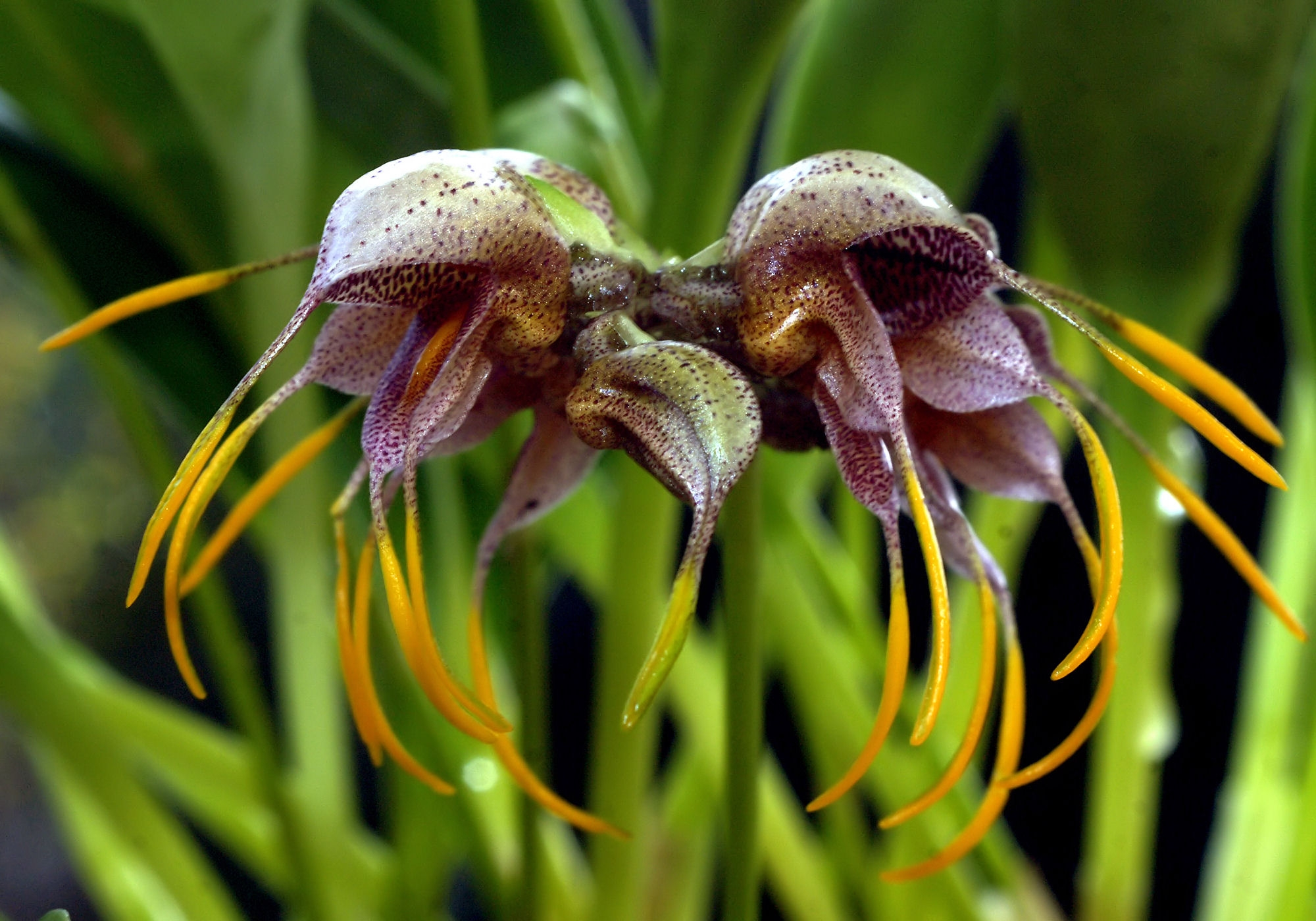